# Meles meles rhodius
Meles meles rhodius es una subespecie de mamíferos carnívoros en la familia Mustelidae, subfamilia Mustelinae.

## Distribución geográfica
Se encuentra en la isla de Rodas (Grecia).